# Eugenia discreta
Eugenia discreta är en myrtenväxtart som beskrevs av Mcvaugh. Eugenia discreta ingår i släktet Eugenia och familjen myrtenväxter. Inga underarter finns listade i Catalogue of Life.